# Eriopyga agrotiformis
Eriopyga agrotiformis là một loài bướm đêm trong họ Noctuidae.